# Haven van Cork
De haven van Cork (Iers: Cuan Chorcaí) is een natuurlijke haven gelegen aan de monding van de rivier Lee in het graafschap Cork, Ierland. Het is een van de grootste natuurlijke havens ter wereld. Het havencomplex wordt uitgebaat door de Port of Cork Company. Dit is een commercieel semi-staatsbedrijf dat verantwoordelijk is voor het beleid en het coördineren van de navigatie binnen het havengebied. In 2012 boekte de haven een overslag van 9,05 miljoen ton.
Het uitgestrekte vaarwater loopt langs Cork City en de volgende randgemeenten: Blackrock, Mahon, Douglas, Passage West, Rochestown, Monkstown, Ringaskiddy, Whitegate, Aghada en Crosshaven.

## Industrie
De haven heeft op zowel economisch als militair vlak een strategische ligging binnen Europa. Het is daarnaast een belangrijk industrieel gebied in Ierland en is ook de thuisbasis voor de Ierse marine. Het havengebied telt meer dan 7000 werknemers en 1050 man marinepersoneel.
Ondanks het verdwijnen van enkele traditionele industrieën eind 20ste eeuw (onder andere Irish Steel) is de polyvalente haven nog steeds een aantrekkelijke plaats voor de farmaceutica en olieraffinage. Grote farmaceutische bedrijven zoals Pfizer, Novartis, GlaxoSmithKline en Janssen Pharmaceutica zijn de voornaamste werkgevers in de regio. Deze bedrijven zijn gevestigd in Little Island en Ringaskiddy. De enige olieraffinaderij in Ierland is ter hoogte van Whitegate op de zuidoostelijke oever van het havengebied.

## Maritieme Activiteiten
Schepen tot 90.000 ton deadweight (DWT) kunnen de haveningang van Cork binnenvaren. Aangezien het kanaal stroomopwaarts in diepte afneemt kunnen enkel schepen tot 60.000 DWT verder dan Cobh varen.
Alle schepen met bestemming Cork City moeten een loods aan boord hebben. Ook schepen langer dan 130 meter zijn verplicht een loods aan boord te nemen zodra ze zich binnen 2,5 nautische mijl (4,6 km) van de haveningang bevinden. Dit punt wordt aangegeven door de "Spit Bank" vuurtoren.
De haven van Cork heeft verschillende plaatsen om aan te meren namelijk Cork City, Tivoli, Cobh en Ringaskiddy. De faciliteiten in Cork City zijn voornamelijk gericht op het transport van graan en olie. Tivoli (vlak ten oosten van Cork City) is uitgerust voor de overslag van containers, olie, vee, ertsen en is ook voorzien van een roll-on-roll-off oprit.
Voorts zijn er vanuit Ringaskiddy veerdiensten naar Frankrijk tussen de maanden mei en november.
Jaarlijks bezoeken tientallen cruiseschepen de historische haven van Cork. De meerderheid van deze schepen meert af bij Cohb’s "Deepwater Quay"

## Foto's

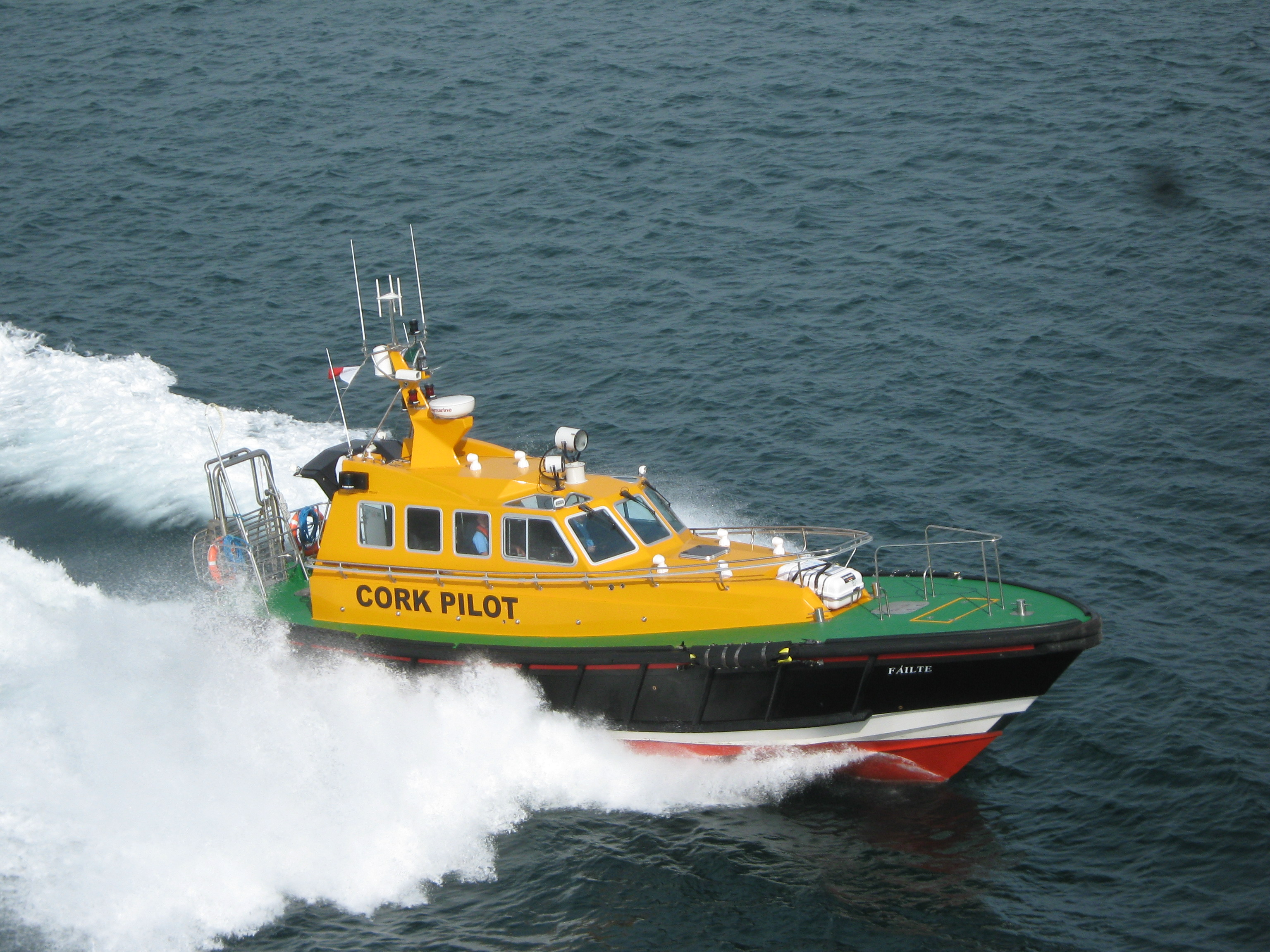
Loodsen van de haven van Cork